# Musculair

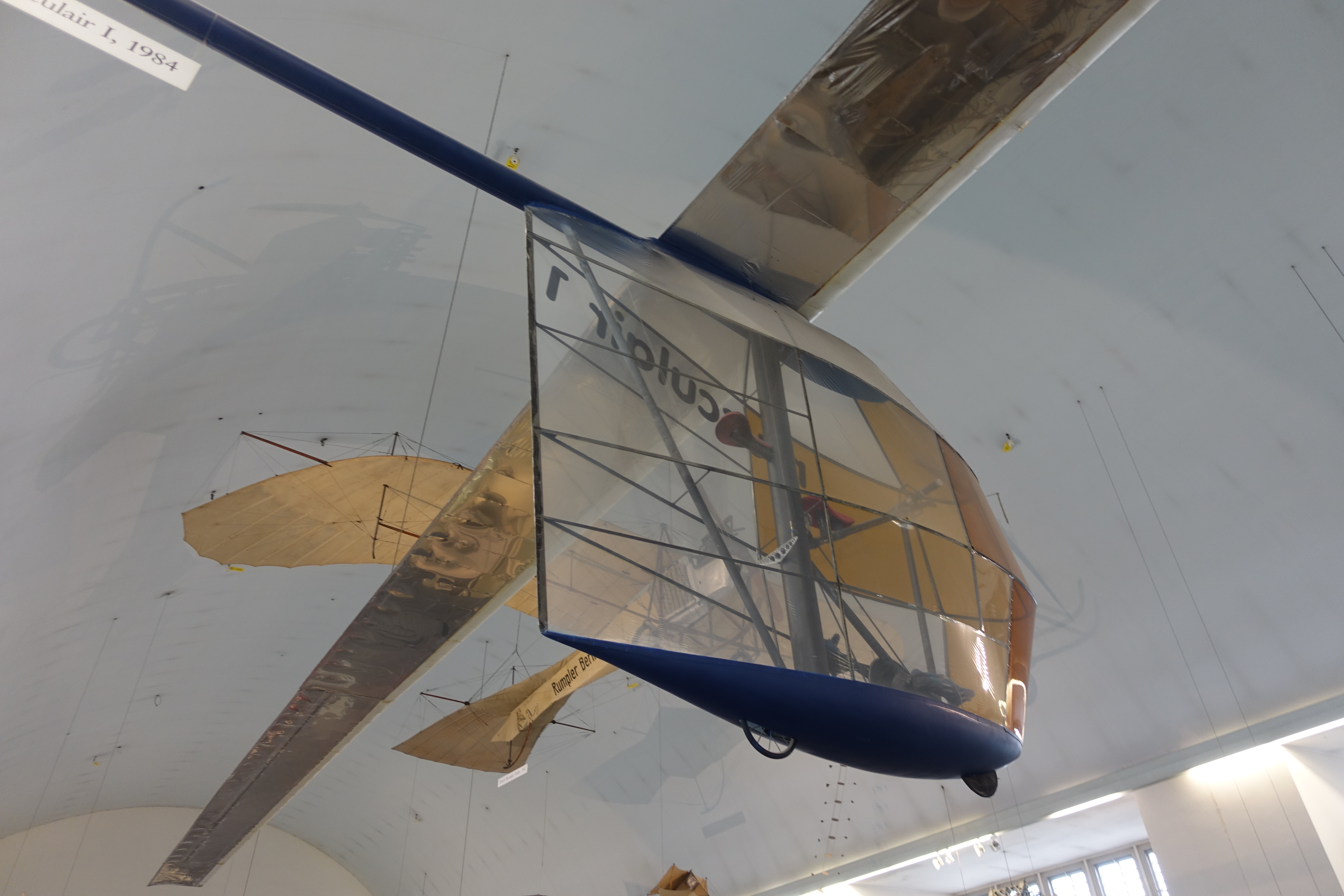
Musculair 1 im Deutschen Museum, 2018

Musculair 1 und Musculair 2 waren zwei von Günter Rochelt gebaute Muskelkraftflugzeuge.
Mit der Musculair 1 gewann Rochelts Sohn Holger 1984 einen der Kremer-Preise für den Flug über die „Liegende Acht“ in 4 Minuten 25 Sekunden. Im gleichen Jahr stellte er mit der Musculair 1 mit 35,7 km/h einen Geschwindigkeits-Weltrekord auf und erhielt dafür einen weiteren Kremer-Preis. Mit der Musculair 1 wurde 1984 ebenfalls der erste Passagierflug mit einem muskelkraftbetriebenen Flugzeug durchgeführt. Passagier war Holger Rochelts kleinere Schwester Katrin, die zu diesem Zeitpunkt noch ein Kind war.
Mit der Musculair 2 stellte Holger Rochelt einen neuen Geschwindigkeits-Weltrekord über 44,26 km/h auf.
Die Musculair 1 befindet sich im Deutschen Museum in München, die Musculair 2 in der Flugwerft Schleißheim des Deutschen Museums in Oberschleißheim bei München.

## Technische Daten

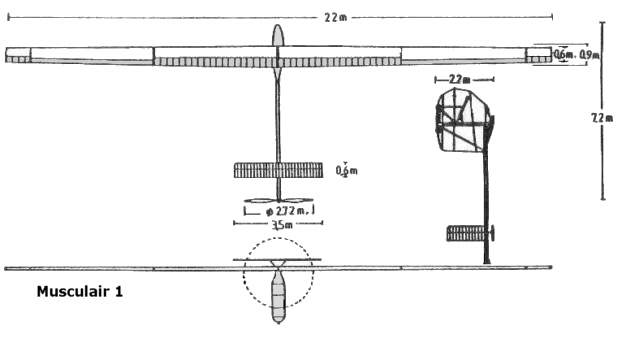
Dreiseitenriss der Musculair 1

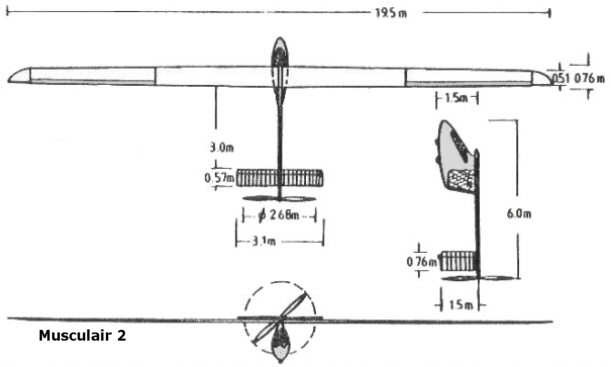
Dreiseitenriss der Musculair 2

| Kenngröße             | Musculair 1                            | Musculair 2 |
| --------------------- | -------------------------------------- | ----------- |
| Besatzung             | 1                                      | 1           |
| Länge                 | 7,20 m                                 | 6,00 m      |
| Spannweite            | 22,00 m                                | 19,50 m     |
| Höhe                  | 2,20 m                                 | 1,50 m      |
| Flügelfläche          | 16,50 m²                               | 11,70 m²    |
| Flügelstreckung       | 29,3                                   | 32,5        |
| Gleitzahl             | 38                                     | 37          |
| Geringstes Sinken     |                                        |             |
| Nutzlast              |                                        |             |
| Leermasse             | 28 kg                                  | 25 kg       |
| max. Startmasse       |                                        |             |
| Reisegeschwindigkeit  |                                        |             |
| Höchstgeschwindigkeit |                                        |             |
| Propellerdurchmesser  | 2,72 m                                 | 2,68 m      |
| benötigte Leistung    | minimal: 200 W optimal (11 m/s): 280 W |             |